# Busnes
Busnes település Franciaországban, Pas-de-Calais megyében. Lakosainak száma 1242 fő (2022. január 1.). Busnes Saint-Venant, Lillers, Robecq, Gonnehem, Guarbecque és Ham-en-Artois községekkel határos.

## Népesség
A település népességének változása:
| Lakosok száma | 1267 | 1289 | 1314 | 1290 | 1269 | 1257 | 1244 | 1245 | 1242 |
|               | 2013 | 2015 | 2016 | 2017 | 2018 | 2019 | 2020 | 2021 | 2022 |